# Кредерен (озеро)
Кредерен (норв. Krøderen) — озеро в Норвегії.
Розташоване на північ від селища з такою ж назвою. Площа 42 км². Розміщене на висоті 132 м. Максимальна глибина — 119 м. Загальна довжина берегової лінії — 113.81 км.